# Trimethylgali
Trimethylgali, thường được viết tắt là TMG hoặc TMGa, là hợp chất hữu cơ có công thức là Ga(CH3)3. Nó là chất lỏng không màu, tự bốc cháy ở nhiệt độ thường. Không giống như trimethyl nhôm, nhưng tương tự như trimethylindi, TMG là một trong những monomer.

## Điều chế
TMG được điều chế bằng phản ứng của gali trichloride với các hợp chất methyl khác nhau, như metyllithi, dimethyl kẽm, và trimethyl nhôm. Sản phẩm phụ diethyl ether có thể được điều chế bằng cách sử dụng methylmagnesi iodide trong ether. Các hợp chất ether cũng có thể thay thế bằng dung dịch amonia.

## Các ứng dụng
TMG là có thể dùng để tạo ra một số chất bán dẫn làm bằng gali, chẳng hạn như GaAs, GaN, GaP, GaSb, InGaAs, InGaN, AlGaInP, InGaP và AlInGaNP. Những vật liệu này được sử dụng trong sản xuất đèn LED và một số chất bán dẫn khác.